# Riku Yamane
Riku Yamane (山根 陸?, Yamane Riku; Prefettura di Kanagawa, 17 agosto 2003) è un calciatore giapponese, centrocampista degli Yokohama F·Marinos.

## Carriera

### Club
Yamane è cresciuto nel settore giovanile dello Yokohama F·Marinos, dove è stato promosso in prima squadra ad inizio 2022. Ha fatto il suo esordio il 2 marzo nell'incontro di J1 League vinto 2-0 contro il Vissel Kōbe.

### Nazionale
Nel 2023 è stato convocato dal Giappone Under-20 per il Campionato mondiale di calcio Under-20 2023 ed alla Coppa d'Asia Under-20 2023.

## Statistiche

### Presenze e reti nei club
Statistiche aggiornate al 13 dicembre 2023.
| Stagione                  | Squadra                   | Campionato                | Campionato | Campionato | Coppe nazionali | Coppe nazionali | Coppe nazionali | Coppe continentali | Coppe continentali | Coppe continentali | Altre coppe | Altre coppe | Altre coppe | Totale | Totale |
| Stagione                  | Squadra                   | Comp                      | Pres       | Reti       | Comp            | Pres            | Reti            | Comp               | Pres               | Reti               | Comp        | Pres        | Reti        | Pres   | Reti   |
| ------------------------- | ------------------------- | ------------------------- | ---------- | ---------- | --------------- | --------------- | --------------- | ------------------ | ------------------ | ------------------ | ----------- | ----------- | ----------- | ------ | ------ |
| 2022                      | Yokohama F·Marinos        | J1                        | 11         | 0          | CG+CdL          | 1+2             | 0               | ACL                | 2                  | 0                  | -           | -           | -           | 16     | 0      |
| 2023                      | Yokohama F·Marinos        | J1                        | 21         | 0          | CG+CdL          | 2+6             | 0               | ACL                | 3                  | 0                  | SG          | 0           | 0           | 32     | 0      |
| Totale Yokohama F·Marinos | Totale Yokohama F·Marinos | Totale Yokohama F·Marinos | 32         | 0          |                 | 11              | 0               |                    | 5                  | 0                  |             | -           | -           | 48     | 0      |
| Totale carriera           | Totale carriera           | Totale carriera           | 32         | 0          |                 | 11              | 0               |                    | 5                  | 0                  |             | -           | -           | 48     | 0      |

### Cronologia presenze e reti in nazionale
| Cronologia completa delle presenze e delle reti in nazionale ― Giappone under 20 | Cronologia completa delle presenze e delle reti in nazionale ― Giappone under 20 | Cronologia completa delle presenze e delle reti in nazionale ― Giappone under 20 | Cronologia completa delle presenze e delle reti in nazionale ― Giappone under 20 | Cronologia completa delle presenze e delle reti in nazionale ― Giappone under 20 | Cronologia completa delle presenze e delle reti in nazionale ― Giappone under 20 | Cronologia completa delle presenze e delle reti in nazionale ― Giappone under 20 | Cronologia completa delle presenze e delle reti in nazionale ― Giappone under 20 |
| Data                                                                             | Città                                                                            | In casa                                                                          | Risultato                                                                        | Ospiti                                                                           | Competizione                                                                     | Reti                                                                             | Note                                                                             |
| -------------------------------------------------------------------------------- | -------------------------------------------------------------------------------- | -------------------------------------------------------------------------------- | -------------------------------------------------------------------------------- | -------------------------------------------------------------------------------- | -------------------------------------------------------------------------------- | -------------------------------------------------------------------------------- | -------------------------------------------------------------------------------- |
| 31-5-2022                                                                        | Fos-sur-Mer                                                                      | Giappone under 20                                                                | 1 – 0                                                                            | Algeria under 20                                                                 | Torneo di Tolone 2022 - 1º turno                                                 | -                                                                                |                                                                                  |
| 3-6-2022                                                                         | Fos-sur-Mer                                                                      | Giappone under 20                                                                | 0 – 0 (0 – 3 dtr)                                                                | Comore under 20                                                                  | Torneo di Tolone 2022 - 1º turno                                                 | -                                                                                | 70’                                                                              |
| 6-6-2022                                                                         | Fos-sur-Mer                                                                      | Giappone under 20                                                                | 1 – 2                                                                            | Colombia under 20                                                                | Torneo di Tolone 2022 - 1º turno                                                 | -                                                                                | 10’ 60’                                                                          |
| 10-6-2022                                                                        | Mallemort                                                                        | Argentina under 20                                                               | 3 – 2                                                                            | Giappone under 20                                                                | Torneo di Tolone 2022 - Play-off 5º posto                                        | -                                                                                | cap.                                                                             |
| 12-9-2022                                                                        | Vientiane                                                                        | Laos under 20                                                                    | 0 – 4                                                                            | Giappone under 20                                                                | Qualificazioni Coppa d'Asia AFC Under-20 2023                                    | 1                                                                                | cap. 65’                                                                         |
| 14-9-2022                                                                        | Vientiane                                                                        | Giappone under 20                                                                | 9 – 0                                                                            | Guam under 20                                                                    | Qualificazioni Coppa d'Asia AFC Under-20 2023                                    | -                                                                                | 61’                                                                              |
| 16-9-2022                                                                        | Vientiane                                                                        | Palestina under 20                                                               | 0 – 8                                                                            | Giappone under 20                                                                | Qualificazioni Coppa d'Asia AFC Under-20 2023                                    | -                                                                                | cap.                                                                             |
| 18-9-2022                                                                        | Vientiane                                                                        | Giappone under 20                                                                | 1 – 0                                                                            | Yemen under 20                                                                   | Qualificazioni Coppa d'Asia AFC Under-20 2023                                    | -                                                                                | cap. 63’                                                                         |
| 17-11-2022                                                                       | San Pedro del Pinatar                                                            | Giappone under 20                                                                | 3 – 2                                                                            | Slovacchia under 20                                                              | Amichevole                                                                       | -                                                                                | cap. 62’                                                                         |
| 19-11-2022                                                                       | San Pedro del Pinatar                                                            | Spagna under 20                                                                  | 0 – 1                                                                            | Giappone under 20                                                                | Amichevole                                                                       | -                                                                                | 56’                                                                              |
| 21-11-2022                                                                       | San Pedro del Pinatar                                                            | Giappone under 20                                                                | 1 – 2                                                                            | Francia under 20                                                                 | Amichevole                                                                       | -                                                                                | cap.                                                                             |
| 3-3-2023                                                                         | Tashkent                                                                         | Giappone under 20                                                                | 2 – 1                                                                            | Cina under 20                                                                    | Coppa d'Asia AFC Under-20 2023 - 1º turno                                        | -                                                                                | 90+6’                                                                            |
| 9-3-2023                                                                         | Tashkent                                                                         | Arabia Saudita under 20                                                          | 1 – 2                                                                            | Giappone under 20                                                                | Coppa d'Asia AFC Under-20 2023 - 1º turno                                        | -                                                                                |                                                                                  |
| 12-3-2023                                                                        | Tashkent                                                                         | Giappone under 20                                                                | 2 – 0                                                                            | Giordania under 20                                                               | Coppa d'Asia AFC Under-20 2023 - Quarti di finale                                | -                                                                                |                                                                                  |
| 15-3-2023                                                                        | Tashkent                                                                         | Iraq under 20                                                                    | 2 – 2 dts (5 – 3 dtr)                                                            | Giappone under 20                                                                | Coppa d'Asia AFC Under-20 2023 - Semifinale                                      | -                                                                                | cap. 46’                                                                         |
| 21-5-2023                                                                        | La Plata                                                                         | Senegal under 20                                                                 | 0 – 1                                                                            | Giappone under 20                                                                | Mondiali Under-20 2023 - 1º turno                                                | -                                                                                | 46’                                                                              |
| 24-5-2023                                                                        | La Plata                                                                         | Giappone under 20                                                                | 1 – 2                                                                            | Colombia under 20                                                                | Mondiali Under-20 2023 - 1º turno                                                | 1                                                                                | 85’                                                                              |
| 27-5-2023                                                                        | Mendoza                                                                          | Giappone under 20                                                                | 1 – 2                                                                            | Israele under 20                                                                 | Mondiali Under-20 2023 - 1º turno                                                | -                                                                                |                                                                                  |
| Totale                                                                           |                                                                                  | Presenze                                                                         | 18                                                                               |                                                                                  | Reti                                                                             | 2                                                                                |                                                                                  |

## Palmarès

### Club

#### Competizioni nazionali
- Campionato giapponese: 1

Yokohama F·Marinos: 2022
- Supercoppa del Giappone: 1

Yokohama F·Marinos: 2023

### Individuale
- J. League Cup Premio Nuovo Eroe: 1

2024